# Corante natural

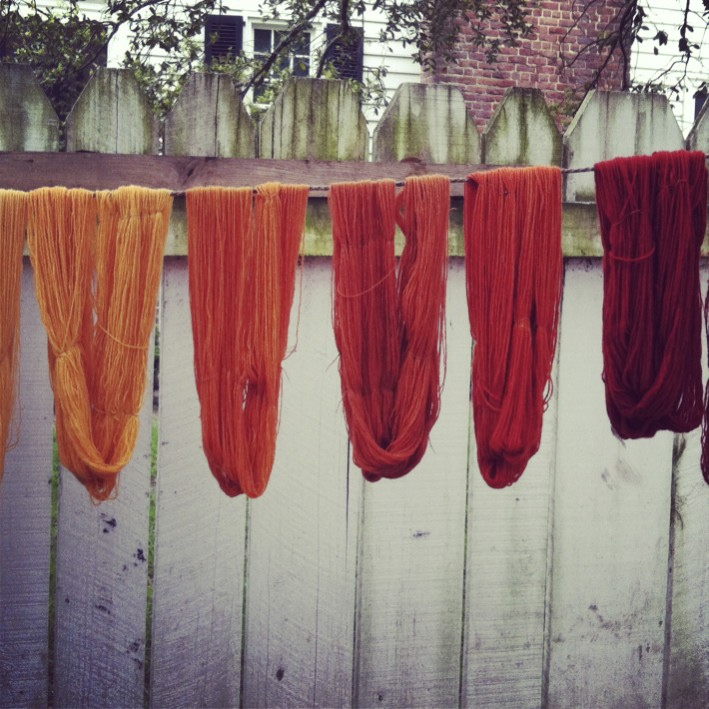
Fios coloridos naturalmente com raiz de rubia, Colonial Williamsburg, VA

Corantes naturais são corantes derivados de plantas, invertebrados, ou minerais.  A maioria dos corantes naturais são corantes vegetais, feitos com partes de plantas—raízes, frutinhas, cascas de árvores, folhas, e madeira— e outras fonte biológicas, como fungos e líquens.
Arqueólogos encontraram evidência de tingimento de tecidos datando do período Neolítico. Na China, o tingimento com plantas, cascas e insetos foi traçado como tendo mais de 5 mil anos. O processo essencial de tingimento mudou pouco ao longo do tempo. Tipicamente, o material de tingimento é colocado em um pote com água e então o tecido a ser tingido é colocado no recipiente, que é aquecido e mexido até que a cor seja transferida. Fibras têxteis podem ser colotidas antes da fiação ("tingimento na lã"), mas a maioria dos têxteis é tingida no fio ou em "pedaços" após a tecelagem. Muitas tintas naturais requerem o uso de químicos chamados de mordentes para fixar a tinta nas fibras têxteis; taninos de galhas, sal, alume natural, vinagre, e amônia de urina foram usados pelos primeiros tingidores.  Muitos mordentes, assim como alguns corantes, produzem odores fortes, e locais de tingimento eram frequentemente isolados em distritos próprios.
Ao longo da história, as pessoas tingiram seus tecidos usando materiais comuns e disponíveis localmente, mas corantes raros que produziam cores brilhantes e permanentes como as tinturas naturais de invertebrados, púrpura Tíria e carmim kermes, se tornaram itens de luxo no mundo antigo e medieval. Tinturas à base de plantas, como pastel (Isatis tinctoria) e índigo eram importantes itens comerciais nas economias da Ásia e Europa. Pela Ásia e África, tecidos estampados eram produzidos utilizando técnicas para controlar a absorção da cor em tecidos tingidos por partes. Tintas como cochineal e logwood (Haematoxylum campechianum) foram trazidos à Europa pelos espanhóis, e corantes europeus foram levados pelos colonizadores para a América.
A descoberta de corantes sintéticos na metade do século XIX desencadeou o declínio do mercado de larga escala para tinturas naturais.  Corantes sintéticos, que podiam ser produzidos em grande quantidade, e ao contrário das tintas naturais, poderiam ser usados nas fibras sintéticas criadas em seguida.  Artistas do Movimento Arts and Crafts preferiam matizes puras e uma variedade sutil de corantes naturais, que amadurecem com o tempo mas preservam suas cores verdadeiras, ao contrário das primeiras tintas sintéticas, e ajudaram a garantir que as técnicas europeias antigas se de tingimento e impressão com tintas naturais fosse preservadas. Técnicas de tingimento natural também foram preservadas por artesãos e culturas tradicionais pelo mundo.
No início do século XXI, o mercado de tintas naturais experimenta um ressurgimento na indústria da moda. Consumidores ocidentais se tornaram mais preocupados com a saúde o impacto ambiental de corantes sintéticos no processo de manufatura e há uma crescente demanda por produtos que usam corantes naturais.